# Операция «Джорнимен»
Операция «Джорнимен» (англ. Operation Journeyman; англ. journeyman — «джорнимен», боксёр-профессионал, готовый принять вызов более сильного соперника; другое значение — подмастерье) — поход британской эскадры в южную часть Атлантического океана в ноябре 1977 года в целях демонстрации военно-морского присутствия для предупреждения возможного аргентинского вторжения на Фолклендские острова.

## Предыстория
К середине 1970-х годов отношения Великобритании и Аргентины серьёзно обострились в связи с тем, что стороны, несмотря на несколько попыток начать переговоры, так и не смогли выйти на решение принадлежности Фолклендских островов. В 1973 году аргентинское правительство Хуана Перона направило в ООН официальный документ с претензиями на острова. Британское руководство всерьёз опасалось, что Аргентина может пойти на военное решение спора.
В 1976 году пришедшая к власти в Буэнос-Айресе военная хунта генерала Хорхе Видела начала принимать практические меры по наращиванию аргентинского присутствия в районе Фолкленд и других островов в Южной Атлантике, находившихся под британским управлением (Южная Георгия и Южные Сандвичевы острова). Без уведомления британцев на архипелаг Южный Туле высадилась аргентинская группа из 50 человек, которые начали постройку там военной базы «Корбета Уругвай». Дальнейшее увеличение аргентинского присутствия грозило привести к военному конфликту.
В течение 1977 года британские разведывательные службы получали информацию о планах Аргентины по высадке на Южный Туле дополнительных групп. Британский кабинет премьер-министра Джеймса Каллагэна в режиме строжайшей секретности поручил министерству обороны направить к территориям в Южной Атлантике эскадру Королевского флота. Поход эскадры получил название «Джорнимен». Палата Общин была формально уведомлена об операции «Джорнимен» только в 1982 году, во время Фолклендской войны. Гриф секретности был снят с документов об операции в 1995 году.

## Поход эскадры
К британским территориям в Южной Атлантике были направлены небольшие силы. Эскадра состояла из двух фрегатов и двух крупных вспомогательных кораблей. В середине пути к ним присоединилась атомная подводная лодка.

### Состав британской эскадры[3]
- Атомная многоцелевая подводная лодка «Дредноут» (англ. HMS Dreadnought)
- Фрегат «Феба»[англ.] (англ. HMS Phoebe)
- Фрегат «Элэкрити»[англ.] (англ. HMS Alacrity)
- Вспомогательный корабль «Резорс»[англ.] (англ. RFA Resource)
- Вспомогательный корабль «Олуэн»[англ.] (англ. RFA Olwen)

Из двух фрегатов наиболее современным был «Элэкрити», корабль «типа 21», вошедший в строй летом 1977 года. Однако старшим по соединению был командир «Фебы», фрегата типа Линдер. Оба корабля несли ударное ракетное вооружение (противокорабельные ракеты «Экзосет»). Подводная лодка «Дредноут» (первый корабль с атомной силовой установкой в Королевском флоте, вошедший в строй в 1963 году) присоединилась к эскадре через несколько дней после выхода.

### Присутствие в Южной Атлантике
Эскадра вышла в район Южных Сандвичевых островов в конце ноября 1977 года. У британского кабинета сохранялись серьёзные сомнения в отношении как целесообразности направления этих кораблей, так и международно-правового обоснования проведения операции «Джорнимен». Командирам кораблей были даны инструкции, сильно ограничивавшие их возможные действия в случае применения силы аргентинской стороной, рекомендовавшие проявлять максимальную сдержанность. Так, командиру «Дредноута» были даны указания в случае атаки со стороны аргентинских противолодочных сил не отвечать, а принять все меры для снижения угрозы жизням британских моряков — постараться уйти или даже всплыть.
При этом присутствие в составе эскадры атомной подводной лодки всячески скрывалось. В соответствии с приказом, лодка не должна была всплывать без острой необходимости. Однако аргентинское руководство было уведомлено по неофициальным каналам, что в Южной Атлантике находится британская атомная подводная лодка. Эскадра находилась в Южной Атлантике около двух месяцев. Британцы объявили о создании вокруг контролировавшихся ими островов 50-мильной (92,6 км) «зоны безопасности», при входе в которую аргентинские корабли и суда должны были объявлять о цели плавания.

## Итог и последствия
Поход британской эскадры стал чётким сигналом Лондона аргентинской военной хунте о том, что Великобритания намерена подкреплять свой контроль над островами силовыми средствами. Получив этот сигнал, Буэнос-Айрес очевидно решил не продолжать эскалацию конфликта, поскольку в конце 1977 года аргентинский персонал был выведен с Южного Туле. Таким образом, стороны вернулись к статус-кво. Вторжение Аргентины на Фолклендские острова в 1982 году, приведшее к войне с Великобританией, было, как считают специалисты, спровоцировано тем, что в Южной Атлантике в тот момент не было непосредственного британского военно-морского присутствия.
Успех операции «Джорнимен» имел весьма заметные последствия для военно-морского планирования ведущих стран мира. По мнению политологов, итоги этой операции тщательно изучались военно-морскими аналитиками США и существенно повлияли на стратегическое планирование Вашингтона. Так, командование ВМС США именно после операции «Джорнимен» пришло к выводу о необходимости постоянного присутствия в важных для Вашингтона районах мирового океана хотя бы небольших сил.